# 古爾薩拉·阿卜迪卡利科娃
古尔萨拉·阿卜迪卡利科娃（羅馬化：Gülşara Nauşaqyzy Äbdıqalyqova；1965年5月15日—），是一位哈薩克斯坦女性政治人物。她曾經在2014年11月至2019年2月期間擔任該國國務秘書，並自2020年3月起出任克孜勒奧爾達州州長，成為哈薩克斯坦第一位女性州長。

## 早年生活和教育
阿卜迪卡利科娃出生於1965年5月15日苏联哈萨克克孜勒奧爾達州瑟爾達里亞區蘇魯托比（現哈萨克斯坦克孜勒奧爾達州希耶利區蘇魯托比），大學時期於江布爾輕工業和食品工業技術學院（Джамбулский технологический институт лёгкой и пищевой промышленности）主修經濟學系並在1987年順利畢業，後來她更於2005年以「社會保障基金的資本化：問題與前景（以哈薩克斯坦共和國各養老基金為例）」（Капитализация пенсионных фондов: проблемы и перспективы (на примере НПФ Республики Казахстан)）一文獲得經濟學副博士。

## 仕途
阿卜迪卡利科娃在1987年先後擔任克孜勒奧爾達州社會保障部資深督察員以及部長，其後於1994年轉任哈薩克斯坦共和國最高蘇維埃下屬社會保障委員會顧問。當最高蘇維埃在翌年解散後，她進入中央政府勞動和社會保障部先後出任社會福利部門副主任、社會福利與社會援助部門主任、社會養老金管理部門主任以及養老金供給與人口收入管理部門主任等多個職位，後來又於2003年3月升任至副部長。
2005年12月，阿卜迪卡利科娃短暫調往人壽保險股份有限公司「國家年金公司」擔任董事會主席，其後又在2006年10月獲調回勞動和社會保障部先後出任副部長與常務秘書等職位。2008年1月，她成為哈薩克斯坦總統顧問以及下屬家庭與性別政策全國委員會主席，接著又於翌年3月擔任勞動和社會保障部部長，並在2012年9月返回總統府再次出任總統顧問以及下屬婦女、家庭與人口政策全國委員會主席。
2013年11月28日，哈薩克斯坦首任總統努爾蘇丹·納扎爾巴耶夫簽署第702號總統令，任命阿卜迪卡利科娃為副總理；約一年後納扎爾巴耶夫總統於2014年11月11日簽署第948號總統令，改任其為國務秘書。阿卜迪卡利科娃擔任國務秘書一職超過四年，直至2019年2月25日納扎爾巴耶夫總統簽署第850號總統令才把她再次任命為副總理。
2019年8月20日，阿卜迪卡利科娃成為馬日利斯議員，並因此辭去副總理職務，約一個月後她也順利當選議會下屬社會和文化發展委員會主席。2020年3月28日，哈薩克斯坦第二任總統卡西姆若馬爾特·托卡耶夫簽署總統令，正式任命阿卜迪卡利科娃為克孜勒奧爾達州州長，成為該國第一位女性州長。

## 榮譽
以下是阿卜迪卡利科娃曾經獲得的獎章：
- 1998年：阿斯塔納（Астана）獎章
- 2001年：傑出勞動獎章
- 2005年：哈薩克斯坦共和國憲法10週年（Қазақстан Республикасының Конституциясына 10 жыл）紀念獎章
- 2008年：阿斯塔納10週年（Астананың 10 жылдығы）紀念獎章
- 2009年：帕拉薩特獎章
- 2015年：哈薩克斯坦人民議會20週年（Қазақстан халқы Ассамблеясына 20 жыл）獎章
- 2015年：哈薩克斯坦共和國憲法20週年（Қазақстан Республикасының Конституциясына 20 жыл）紀念獎章
- 2016年：哈薩克斯坦共和國獨立25週年（Қазақстан Республикасының тәуелсіздігіне 25 жыл）紀念獎章
- 2018年：阿斯塔納20週年（Астана 20 жыл）紀念獎章